# Xiahou Yuan
En aquest nom xinès, el cognom és Xiahou.
Xiahou Yuan (mort el 219 EC) va ser un general militar servint sota el senyor de la guerra Cao Cao durant el període de la tardanaDinastia Han Oriental de la història xinesa. Ell va morir en la batalla del Mont Dingjun contra el general de Liu Bei, Huang Zhong, en el 219, i va rebre el títol pòstum de Marquès Min (愍侯), que literalment significa "simpàtic marquès".

## Biografia
Xiahou Yuan nàixer al comtat de Qiao (谯, avui en dia Bozhou, Anhui). Va ser un benefactor de Cao Cao, després el seu senyor, durant els seus dies de joventut en el comtat. El Registres dels Tres Regnes registra un incident en el qual Cao havia comès un delicte, pel qual Xiahou Yuan acaba rebent la culpa, encara que se li declara innocent i és absolt gràcies als esforços de Cao Cao.
El 190, Cao Cao comença a un exèrcit per unir-se a la coalició contra Dong Zhuo, el tirà senyor de la guerra que va retindre com a ostatge a una persona de la cort imperial. Xiahou Yuan respon a la petició juntament amb el seu cosí major Xiahou Dun. Durant molts anys, Xiahou Yuan va romandre del costat de Cao Cao durant les seues diverses campanyes regionals.
Després de la batalla de Guandu en 200, Xiahou Yuan va ser posat a càrrec dels aliments subministrats a les tropes en Yanzhou (兖州), Yuzhou (豫州), Xuzhou (徐州). Sota la seva estricta supervisió, la força de Cao Cao era capaç de recuperar-se ràpidament de la gran batalla.
En 213, Ma Chao sitià la ciutat de Khi (冀), a l'est de l'actual Gangu, Gansu) a Liangzhou (凉洲). Xiahou Yuan encapçala una força per al seu rescat, però la ciutat va caure abans que poguera arribar. Ma Chao, conscient que el seu enemic venia, es va trobar a les 200li de Xiahou Yuan fora de Khi. Les tropes de Xiahou Yuan foren derrotades i es van veure obligades a retirar-se a l'est cap a Chang'an.
Un any més tard, Ma Chao atacà el Mont Qi (祁山). Molts van creure que les ordre de Cao Cao era necessàries per enviar els reforços, però Xiahou Yuan va decidir que prendria massa temps l'obtenir l'aprovació del seu senyor, que era a 2000 li de distància en Ye. A continuació, va prendre la iniciativa i va enviar a Zhang He, amb 5.000 efectius com la força al capdavant, mentre que ell amb estaria a la cua darrere amb els subministraments. En el moment que Xiahou Yuan va arribar a Mont Qi, Zhang He havia derrotat ja a Ma Chao.

## El Clan Xiahou

### Descendents directes
- Xiahou Heng (夏侯衡)
  - Xiahou Ji (夏侯绩)
    - Xiahou Bao (夏侯褒)
- Xiahou Ba
- Xiahou Chen (夏侯称)
- Xiahou Wei (夏侯威)
  - Xiahou Jun (夏侯骏)
  - Xiahou Zhuang (夏侯庄)
    - Xiahou Zhan (夏侯湛)
- Xiahou Rong (夏侯荣)
- Xiahou Hui (夏侯惠)
- Xiahou He (夏侯和)

### Familia per extensió
- Xiahou Dun¹ (cosí)
- Xiahou Lian (cosí, germà menor de Xiahou Dun) (夏侯廉)
- Xiahou Shang (nebot) (夏侯尚)
  - Xiahou Xuan (夏侯玄)
    - Xiahou Ben (nebot de cosins Xiahou Shang) (夏侯本)
- Xiahou Ru (cosí adoptat, germà adoptat de Xiahou Shang) (夏侯儒)
- Xiahou En (cosí llunyà) (夏侯恩)
- Xiahou Feng (nebot de cosins llunyans, nebot de Xiahou Shang) (夏侯奉)

### Relacions incertes
- Xiahou Lan (夏侯兰)
- Xiahou Cun (夏侯存)
- Xiahou Xian (夏侯献)

¹ Per una llista completa de descendents de Xiahou Dun, vegeu Xiahou Dun.

## Anotacions
1. ↑  "在國逢難曰愍。使民折傷曰愍。在國連憂曰愍。禍亂方作曰愍。" A un oficial se li donaria un títol pòstum de "Min" per qualsevol dels següents criteris: ser mort mentre servia al país, deixar que els civils siguen ferits, estar allitat (o malalt) per un llarg temps, o haver participat en un colp d'estat (o revolta). En el cas de Xiahou Yuan, va ser mort pel que sembla en el camp de batalla. Altre general de Cao Wei, Li Dian també va compartir el mateix títol pòstum. Vegeu Llibre perdut de Zhou. Normes sobre l'assignació d'un nom pòstum.